# Enicospilus flatus
Enicospilus flatus là một loài tò vò trong họ Ichneumonidae.